# Echemoides tofo
Echemoides tofo är en spindelart som beskrevs av Norman I. Platnick och Mohammad U. Shadab 1979. Echemoides tofo ingår i släktet Echemoides och familjen plattbuksspindlar. Inga underarter finns listade i Catalogue of Life.